# San Sebastiano (Mantegna Vienna)
San Sebastiano è un dipinto a tempera su tavola (68 × 30 cm) di Andrea Mantegna (opera firmata), databile al 1456-1457 circa e conservato nel Kunsthistorisches Museum di Vienna.

## Storia
L'opera è stata datata dai vari studiosi entro un arco molto ampio, che va dagli anni cinquanta a quelli settanta e oltre del XV secolo. Le ipotesi più accreditate legano però l'opera al periodo padovano (conclusosi nel 1460 con la partenza dell'artista per Mantova), come dimostrerebbe la complicata firma in greco, che venne verosimilmente concepita nel clima umanistico erudito di Padova. La stessa città era stata investita da un'epidemia di peste nel 1456-1457 e la figura di san Sebastiano è il più diffuso protettore dalle epidemie. L'opera potrebbe quindi essere stata un segno di devozione e un ringraziamento per la fine del contagio.

## Descrizione e stile
San Sebastiano è rappresentato legato a una colonna di un monumento romano in rovina, poggiante su una piattaforma con pavimento a scacchiera, oltre la quale si apre un lontano paesaggio di sfondo. Il santo è ritratto nudo con il solo perizoma, secondo la consuetudine del secondo Quattrocento che offriva agli artisti l'occasione di dare una talentuoso saggio di conoscenza anatomica. Il santo è trafitto dalle frecce del martirio, che sono conficcate nel corpo in profondità. Il fisico del giovane è asciutto e somigliante ad una statua greca. Un tipico confronto è con l'analogo San Sebastiano di Parigi, più grande e probabilmente successivo (di alcuni anni o anche, se legato al matrimonio di Chiara Gonzaga come si crede, databile al 1481), con un'impostazione generale simile, ma alcune differenze nell'atteggiamento del santo (più contorto nella tavola viennese) e nell'uso del colore (più morbido e sfumato nella tavola parigina).
Sul pilastro a destra del santo corre una scritta in greco (TO.EPΓON.TOY.ANΔPEΟY, "Opera di Andrea") che attribuisce la paternità dell'opera al Mantegna. Nella città sullo sfondo è forse riconoscibile Verona, città alla quale rimanda anche la curiosa presenza di una nube a forma di cavaliere in alto a sinistra, legata alla leggenda di re Teodorico, descritta sui rilievi della basilica di San Zeno a Verona. L'estraneità di Teodorico con la storia di san Sebastiano ha fatto pensare che si potesse anche trattare di un accenno a un cavaliere dell'Apocalisse, come simbolo della peste contro cui san Sebastiano veniva implorato.
La scena è corredata da vari frammenti di sculture e architetture in rovina, ben compatibili con la cultura epigrafica padovana, con una somiglianza tra alcuni dettagli architettonici con quelli della Circoncisione del Trittico degli Uffizi, in particolare il pilastro e la sua decorazione a candelabre.

## Altre immagini

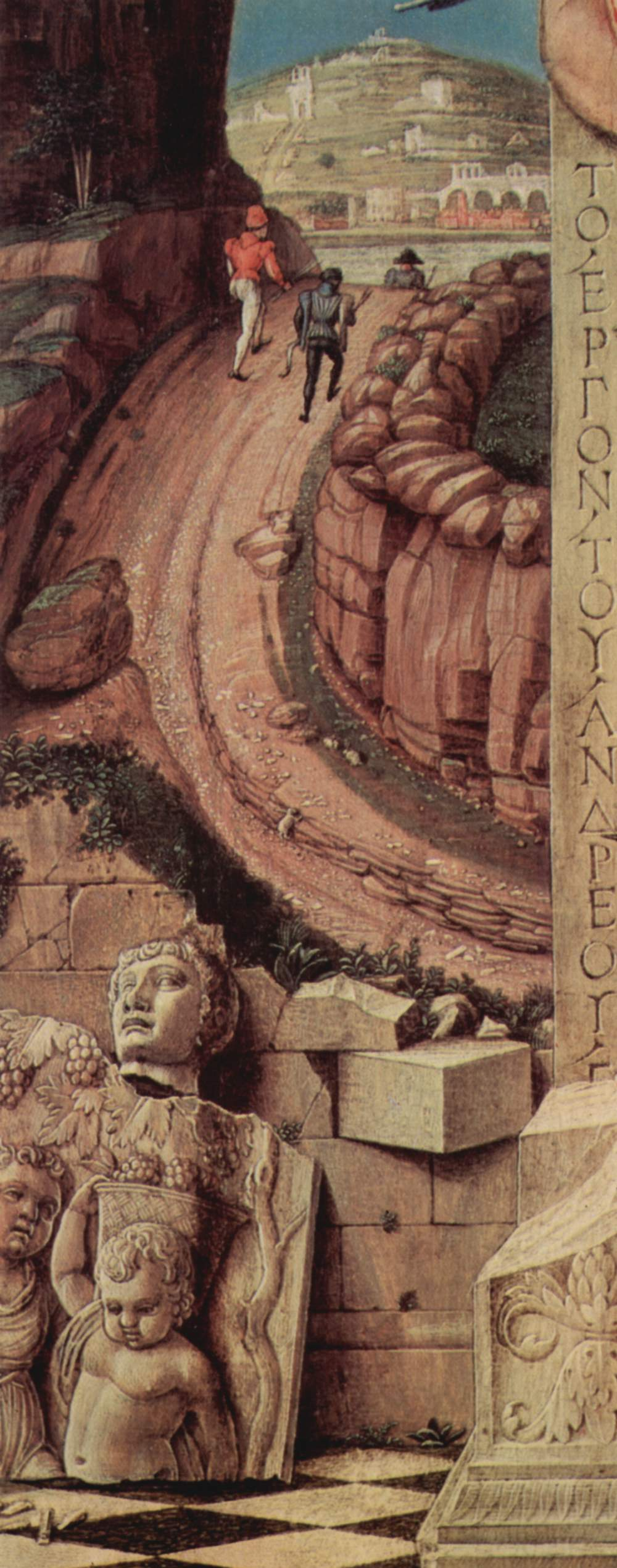
La firma e il paesaggio
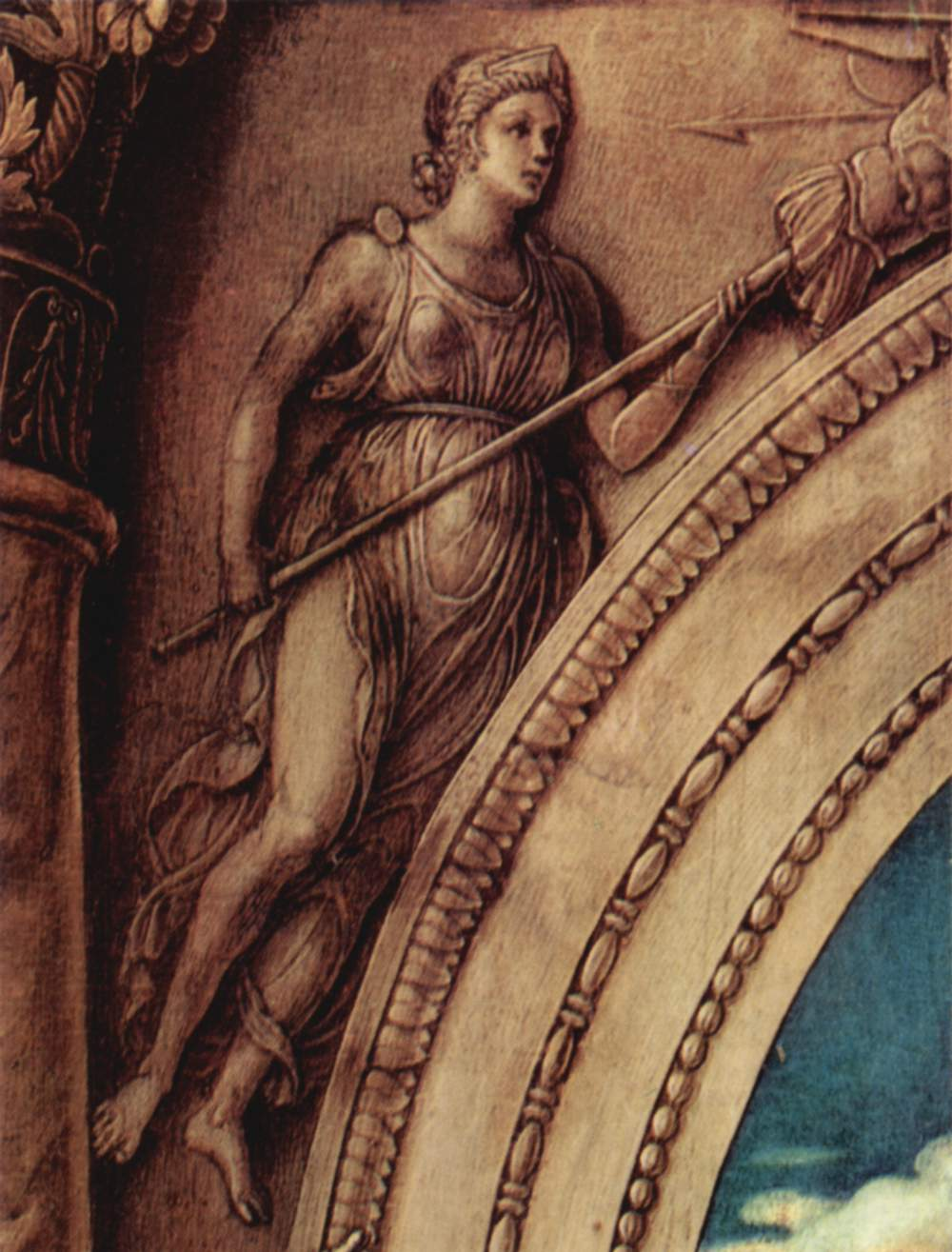
Amazzone nell'arco
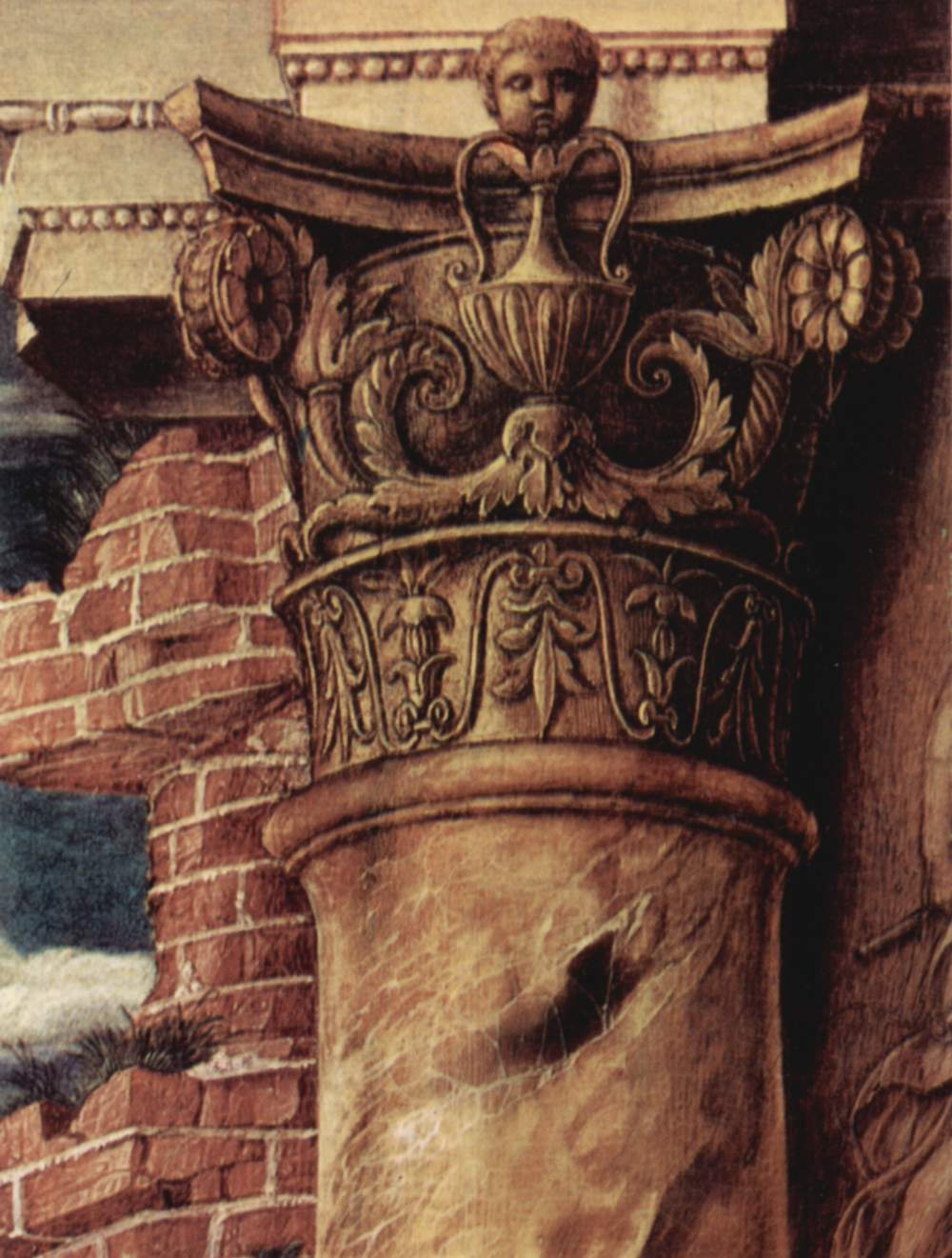
Il capitello
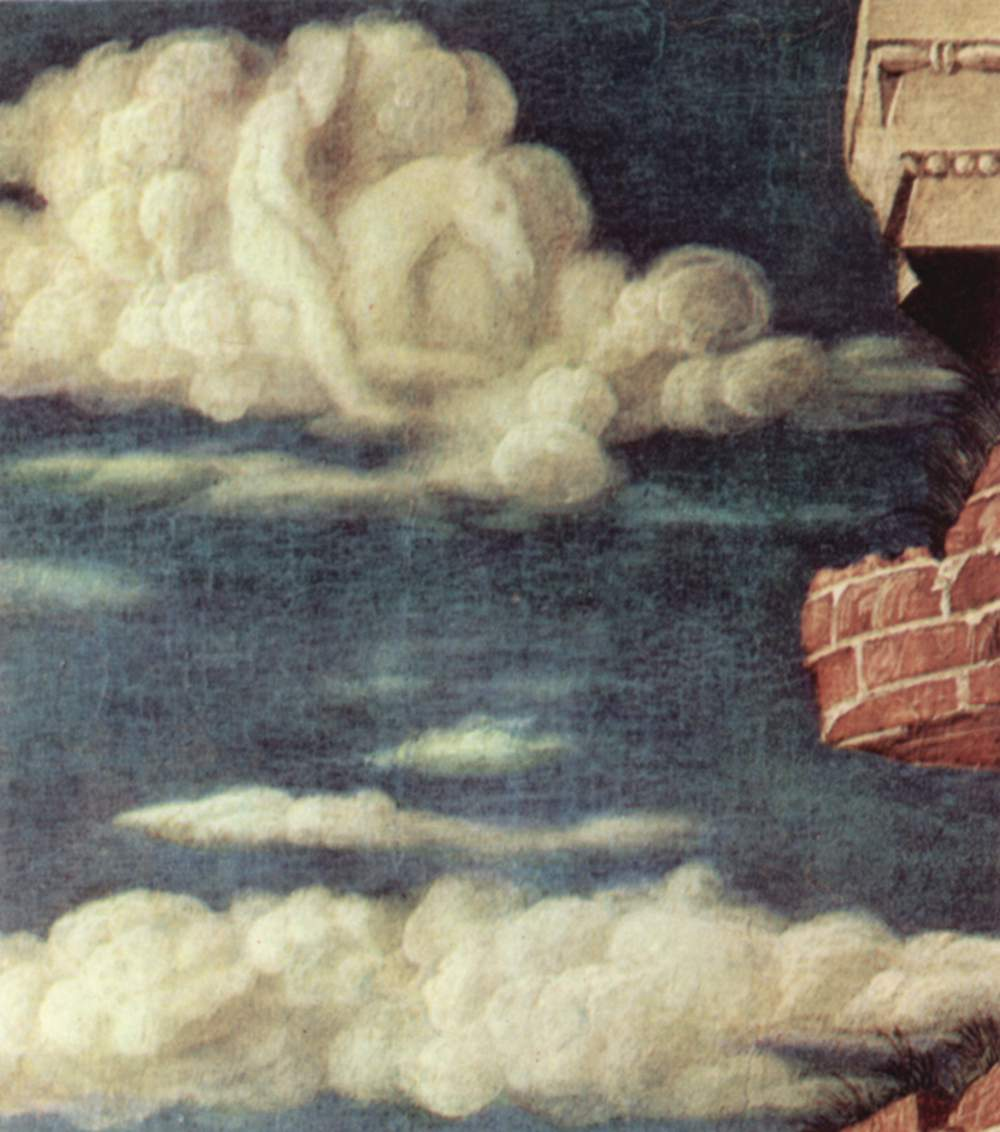
L'apparizione nella nube